# Recreio (revista)
A revista Recreio foi um periódico mensal (anteriormente semanal) da Editora Perfil, anteriormente publicada pela Editora Abril, fundada por Victor Civita (1907-1990). A Recreio tinha por objetivo divertir e educar as crianças e pré-adolescentes, público-alvo da publicação, trazendo curiosidades, quadrinhos, testes, piadas, etc. Teve suas primeiras edições publicadas em maio de 1969, que foram contínuas até o ano de 1981. Lançou e projetou autores infanto-juvenis como Ruth Rocha, Sonia Robatto, Ana Maria Machado, Izomar Camargo Guilherme, Edith Machado e ilustradores como Renato Canini, Brasilio Carlos Zoéga Machado da Luz, Izomar Camargo Guilherme, Waldyr Igayara de Souza, entre outros. Em 2000, retornou às bancas com outra filosofia e novos autores e experiências.
Todavia, ganhou novos rumores em 2014, quando a Editora Caras (hoje Editora Perfil) comprou a revista. Em março de 2018, ela foi descontinuada parando na edição 925. Em 2020, a marca voltou a ser publicada através do website.
Com posts diários, os leitores que acompanham o site encontram as principais matérias que marcaram a trajetória da revista, notas de entretenimento e dicas essenciais para a formação de crianças e pré-adolescentes, foi muito popular durante os Anos 2000.

## Brindes colecionáveis
A partir de março de 2000 (época em que a revista voltou a ser vendida) a revista Recreio começou a distribuir várias coleções grátis de brinde junto de suas revistas, sendo este um dos principais motivos de seu sucesso.
Já foram distribuídos brinquedos montáveis, revistas extras e até gibis junto das revistas. Inicialmente, as coleções eram mais educativas, ensinando as coisas de uma maneira bem divertida, mas com o tempo os brindes foram mudando o contexto, criando mais séries de ação e ficção do que educativas.
Os brindes e os gibis começaram a serem feitos a partir de Letronix e, desde então, a revista vinha seguindo este mesmo esquema. A partir de Letronix Nova Geração, os quadrinhos começaram a ser publicados dentro da revista e, a partir de Circomix Nova Geração, era feito um websódio online para o site da Recreio em animação flash a cada edição. No entanto, o site deixou de fazer websódios depois de Reino dos Dragões.
Em 2015, a Editora Abril transferiu a Revista Recreio e mais 9 revistas para a Editora Caras. Em setembro de 2018, foi anunciada sua descontinuação, após 18 anos. A última edição foi publicada em outubro.
A revista já trouxe várias coleções, sendo elas:
1. De Olho No Mundo (2000)
2. Para Saber Mais (2000)
3. Atlas Recreio (2000)
4. Letronix (2001)
5. Numerix (2001)
6. MegaLetronix (2002)
7. RockAnimal (2003)
8. RockAnimal: A Ilha do Tesouro (2003)
9. Circomix (2004)
10. Dino Mania (2004)
11. Robits (2005)
12. MaxRobits (2005)
13. FutLoucos (2006)
14. Missão Totem (2006)
15. Missão Totem: O Duelo Final (2006)
16. Brincadeiras de Férias (2007)
17. Barco do Terror (2007)
18. Letronix Nova Geração (2007)
19. DinoRock (2008)
20. RockAnimal Nova Geração (2008)
21. Cyberbots (2009)
22. Circomix Nova Geração (2009)
23. Galácticos (2010)
24. Robits Nova Geração (2010)
25. Megaferas (2011)
26. Metamorfix (só para o Norte e Nordeste)
27. Insectron (2011)
28. Reino dos Dragões (2012)
29. Desafio Alien (2012)
30. Missão Mitologia (2012)
31. Angry Birds (2013)
32. Lenda Dos Samurais (2013)
33. CyberDinos (2013)
34. Angry Birds Rio 2 (2014)
35. Ben 10 Omniverse (2014)
36. Angry Birds Space (2015)
37. Monster Club (2015)
38. Tattoos Mania (2016)
39. Paperssauros Brasileiros (2016)
40. Trash Pack (2017)
41. História do Brasil (2017)
42. Battle Scenes (2017)

## Tiras
No final de cada revista, havia uma seção de tirinhas humorística com três tiras. Várias tiras americanas como Bichos, Garfield e Vovó Ganso já passaram por essa seção, mas a mais notável são as Animatiras Tuneba, desenhadas pelo cartunista brasileiro Jean Galvão, que também fez diversas ilustrações para toda a revista. Outras tirinhas brasileiras que destacam na revista foram Anabel (baseada no desenho animado da Nickelodeon) e Gordura. Teve também a E-Turma, que era sobre personagens que se relacionavam com a internet e as modernidades. As Cybertiras contavam com histórias sobre animais imaginários e sobre os melhores e mais legais e famosos personagens do mundo dos games, como o Super Mario, Sonic, Mega Man, Tetris, etc. Durante algum tempo, foram lançadas as tiras Gemini 8, Uma Família Fora de Órbita e Garoto Vivo, baseadas nas revistas que foram publicadas pela Abril Jovem durante algum tempo. E nos últimos anos, havia na revista as tiras Putz!, Super Elói e Gaturro.
As tiras vinham também em parceria com a Disney, além delas vinham-se histórias como Gaturro, um gato amarelo da América Latina; Mamãe Ganso, que contava com um cão que sempre aprontava uma com a sua dona, uma idosa; Os Bichos, que contava com uma turma de bichos fazendo piadas; Anabel, uma garota gótica que falava e brincava com monstros, o famoso cachorro Snoopy, que sempre pensava filosoficamente sobre as coisas ao seu redor; Meg, entre outras, que sempre davam risadas.

## Site
Recreio Online é o nome do site oficial da revista Recreio, que voltou à ativa no ano de 2020 englobando o Grupo Perfil. O website apresenta curiosidades, dicas, últimas novidades envolvendo entretenimento em geral e as melhores matérias que já foram publicadas nas edições antigas da revista.
Através de uma experiência marcada pela nostalgia e atualidade, pais, jovens e professores encontram um conteúdo de qualidade e essencial para a formação de crianças e pré-adolescentes.

É também um espaço que difunde entretenimento e informação de maneira divertida. Em 51 anos no mercado editorial, a marca Recreio contribui com a formação das crianças e desenvolvimento da criatividade.